# Zohra Ez-Zahraoui
Zohra Ez-Zahraoui (sinh ngày 18 tháng 11 năm 1983) là một nữ võ sĩ người Maroc.
Cô đã tham dự Thế vận hội Mùa hè 2016 ở Rio de Janeiro, ở hạng cân nữ.
Cô đã thi đấu tại Giải vô địch quyền anh thế giới AIBA 2016, nơi cô đã giành chiến thắng trong trận đấu đầu tiên với Nesthy Petecio và bị đánh bại bởi người giành huy chương bạc cuối cùng là Peamwilai Laopeam ở vòng hai.